# Meg Foster
Megan "Meg" Foster (n. 10 mai 1948) este o actriță americană cel mai bine cunoscută pentru rolurile sale din mini-serialul de televiziune  The Scarlet Letter sau din filmele  Ticket to Heaven, The Osterman Weekend și They Live (1988).

## Filmografie
| An   | Titlu                    | Rol                    | Note       |
| ---- | ------------------------ | ---------------------- | ---------- |
| 1970 | Adam at Six A.M.         | Joyce                  |            |
| 1971 | The Todd Killings        |                        |            |
| 1972 | Thumb Tripping           | Shay                   |            |
| 1974 | Welcome to Arrow Beach   | Robbin Stanley         |            |
| 1978 | A Different Story        | Stella Cooke           |            |
| 1980 | Carny                    | Gerta                  |            |
| 1981 | Ticket to Heaven         | Ingrid                 |            |
| 1983 | The Osterman Weekend     | Ali Tanner             |            |
| 1985 | The Emerald Forest       | Jean Markham           |            |
| 1987 | Masters of the Universe  | Evil-Lyn               |            |
| 1988 | Riding Fast              | Sara                   |            |
| 1988 | They Live                | Holly Thompson         |            |
| 1989 | Leviathan                | Ms. Martin             |            |
| 1989 | Relentless               | Carol Dietz            |            |
| 1989 | Blind Fury               | Lynn Devereaux         |            |
| 1989 | Stepfather II            | Carol Grayland         |            |
| 1990 | Tripwire                 | Julia                  |            |
| 1990 | Jezebel's Kiss           | Amanda Faberson        |            |
| 1990 | Back Stab                | Sara Rudnick           |            |
| 1991 | Diplomatic Immunity      | Gerta Hermann          |            |
| 1991 | Future Kick              | Nancy                  |            |
| 1993 | Hidden Fears             | Maureen Dietz          |            |
| 1993 | Best of the Best 2       | Sue MacCauley          |            |
| 1994 | Oblivion                 | Stell Barr             |            |
| 1994 | Shrunken Heads           | Big Moe                |            |
| 1994 | Immortal Combat          | Quinn                  |            |
| 1994 | Lady in Waiting          | Carrie                 |            |
| 1995 | The Killers Within       | Laura Seaton           |            |
| 1995 | Undercover Heat          | Mrs. V                 |            |
| 1996 | Oblivion 2: Backlash     | Stell Barr             |            |
| 1997 | Space Marines            | Cmdr. Lasser           |            |
| 1998 | Lost Valley              | Mary-Ann Compton       |            |
| 1998 | The Man in the Iron Mask | Regina Anne d'Autriche |            |
| 1998 | Spoiler                  | Femeia #1              |            |
| 1999 | The Minus Man            | Irene                  |            |
| 2003 | Being with Eddie         | Elinor                 | Film scurt |
| 2004 | Coming Up Easy           | Mama                   |            |
| 2011 | 25 Hill                  | Audrey Gibbs           |            |
| 2011 | Sebastian                | Gloria                 | Complet    |
| 2012 | The Lords of Salem       | Margaret Morgan        |            |

| An   | Titlu                                  | Rol                         | Note                                                                   |
| ---- | -------------------------------------- | --------------------------- | ---------------------------------------------------------------------- |
| 1969 | NET Playhouse                          | Praxithia                   | Episodul: "The Prodigal"                                               |
| 1970 | Here Come the Brides                   | Callie Marsh                | Episodul: "Two Worlds"                                                 |
| 1970 | The Interns                            | Sharon                      | Episodul: "Eyes of the Beholder"                                       |
| 1970 | Mod Squad                              | Cora                        | Episodul: "Who Are the Keepers, Who Are the Inmates?"                  |
| 1971 | Mod Squad                              | Carolyn                     | Episodul: "Death of a Nobody"                                          |
| 1971 | Men at Law                             | Barbara Millett             | Episodul: "Hostage"                                                    |
| 1971 | Bonanza                                | Mrs. Evangeline Woodtree    | Episodul: "The Silent Killer"                                          |
| 1971 | Dan August                             | Em Jackson                  | Episodul: "The Titan" Episode: "Bullet for a Hero"                     |
| 1971 | The Death of Me Yet                    | Alice                       | film de televiziune                                                    |
| 1971 | The F.B.I.                             | Marcy Brown                 | Episodul: "The Recruiter"                                              |
| 1972 | The F.B.I.                             | Marcy Brown                 | Episodul: "A Second Life"                                              |
| 1972 | Young Dr. Kildare                      | Rebecca                     | Episodul: "The Legacy"                                                 |
| 1972 | The Sixth Sense                        | Carey Evers                 | Episodul: "Gallows in the Wind"                                        |
| 1972 | Mannix                                 | Sheila                      | Episodul: "A Game of Shadows"                                          |
| 1972 | Medical Center                         | Carol McKinnon              | Episodul: "Conflict"                                                   |
| 1972 | Circle of Fear                         | Julie Barnes                | Episodul: "At the Cradle Foot"                                         |
| 1973 | Circle of Fear                         | Penny Wiseman               | Episodul: "Spare Parts"                                                |
| 1973 | Cannon                                 | Linda Morrow                | Episodul: "Come Watch Me Die"                                          |
| 1973 | Barnaby Jones                          | Doris Talbot                | Episodul: "A Little Glory, a Little Death"                             |
| 1974 | Barnaby Jones                          | Glenda Gina Nelson          | Episodul: "A Cold Record for Murder" Episodul: "Blueprint for a Caper" |
| 1973 | Hawaii Five-O                          | Nina                        | Episodul: "The Child Stealers"                                         |
| 1973 | Sunshine                               | Nora                        | TV movie                                                               |
| 1974 | Medical Center                         | Cassie                      | Episodul: "Web of Intrigue"                                            |
| 1974 | The F.B.I.                             | Paula Taylor                | Episodul: "The Animal"                                                 |
| 1974 | The Six Million Dollar Man             | Minonee                     | Episodul: "Straight on 'till Morning"                                  |
| 1974 | Things in Their Season                 | Judy Pines                  | film de televiziune                                                    |
| 1975 | Promise Him Anything                   | Marjorie                    | film de televiziune                                                    |
| 1975 | Sunshine                               | Nora                        | 13 episoade                                                            |
| 1975 | The Streets of San Francisco           | Nancy Elizabeth Mellon      | Episodul: "Trail of Terror"                                            |
| 1975 | Bronk                                  | Margaret Lewis              | Episodul: "Short Fuse"                                                 |
| 1975 | Three for the Road                     | Patti Hardy                 | Episodul: "The Albatross"                                              |
| 1975 | Baretta                                | Lola Stella                 | Episodul: "Ragtime Billy Peaches" Episodul: "Count the Days I'm Gone"  |
| 1976 | James Dean                             | Dizzy Sheridan              | film de televiziune                                                    |
| 1976 | Hawaii Five-O                          | Anne Waring                 | Episodul: "Double Exposure"                                            |
| 1977 | Washington: Behind Closed Doors        | Jennie Jamison              | miniserial TV                                                          |
| 1977 | Police Story                           |                             | Episodul: "Pressure Point"                                             |
| 1977 | Sunshine Christmas                     | Nora                        | film de televiziune                                                    |
| 1979 | The Scarlet Letter                     | Hester Prynne               | miniserial TV                                                          |
| 1980 | Guyana Tragedy: The Story of Jim Jones | Jean Richie                 | film de televiziune                                                    |
| 1980 | The Legend of Sleepy Hollow            | Katrina Van Tassel          | film de televiziune                                                    |
| 1982 | Cagney & Lacey                         | Det. Chris Cagney           | 6 episoade                                                             |
| 1983 | Desperate Intruder                     | Joanna Walcott              | film de televiziune                                                    |
| 1984 | Best Kept Secrets                      | Shari Mitchell              | film de televiziune                                                    |
| 1985 | The Twilight Zone                      | Jenny                       | Episodul: "Dreams for Sale"                                            |
| 1985 | Murder, She Wrote                      | Del Scott                   | Episodul: "Joshua Peabody Died Here... Possibly"                       |
| 1987 | The Wind                               | Sian Anderson               | Video                                                                  |
| 1987 | Desperate                              | Dorymae                     | film de televiziune                                                    |
| 1987 | Miami Vice                             | Alice Carson                | Episodul: "Contempt of Court"                                          |
| 1988 | Miami Vice                             | Alice Carson                | Episodul: "Blood & Roses"                                              |
| 1988 | Betrayal of Silence                    | Julie                       | film de televiziune                                                    |
| 1988 | The Cosby Show                         | Dyan                        | Episode: "Trust Me"                                                    |
| 1989 | Midnight Caller                        | Annie Driscoll              | Episodul: "Wait Until Midnight"                                        |
| 1989 | The Hitchhiker                         | Deirdre                     | Episodul: "The Martyr"                                                 |
| 1990 | The Young Riders                       | Mary Lou                    | Episodul: "Decoy"                                                      |
| 1991 | Shannon's Deal                         | Eva Melville                | Episodul: "Trouble"                                                    |
| 1991 | The Trials of Rosie O'Neill            | D.A. Deb Grant              | Episodul: "Battle Fatigue"                                             |
| 1992 | Dead On: Relentless II                 | Carol Dietz                 | Video                                                                  |
| 1992 | To Catch a Killer                      | City Attorney Linda Carlson | film de televiziune                                                    |
| 1992 | Shadowchaser                           | Sarah                       | Video                                                                  |
| 1992 | Reasonable Doubts                      | Anna Dare                   | Episodul: "Moment of Doubt"                                            |
| 1992 | Quantum Leap                           | Laura Fuller                | 3 episodul                                                             |
| 1994 | Fortune Hunter                         | Georgia Appleton            | Episodul: "Millenium"                                                  |
| 1995 | ER                                     | Mrs. Rose                   | Episodul: "Make of Two Hearts"                                         |
| 1996 | Murder, She Wrote                      | Laura Kerwin                | Episodul: "The Dark Side of the Door"                                  |
| 1996 | Star Trek: Deep Space Nine             | Onaya                       | Episodul: "The Muse"                                                   |
| 1996 | Mr. & Mrs. Smith                       | Athena                      | Episode: "The Kidnapping Episode"                                      |
| 1997 | Deep Family Secrets                    | Ellen                       | film de televiziune                                                    |
| 1998 | Hercules: The Legendary Journeys       | Hera                        | Episodul: "Reunions"                                                   |
| 1999 | Hercules: The Legendary Journeys       | Hera                        | Episodul: "Full Circle"                                                |
| 1999 | Sliders                                | Col. Margaret Burke         | Episodul: "Slide by Wire"                                              |
| 2000 | Xena: Warrior Princess                 | Hera                        | Episodul: "God-Fearing Child"                                          |